# Semiothisa sherrata
Semiothisa sherrata là một loài bướm đêm trong họ Geometridae.